# سلفادور ميخيا
سلفادور ميخيا (بالإسبانية: Salvador Mejía Alejandre)‏ هو مخرج مكسيكي، ولد في 12 فبراير 1961 في تولوكا في المكسيك.

## وصلات خارجية
- سلفادور ميخيا على موقع IMDb (الإنجليزية)
- سلفادور ميخيا على موقع قاعدة بيانات الفيلم (الإنجليزية)